# Philipp Christoph Zeller
Philipp Christoph Zeller (Steinheim an der Murr, 9 aprile 1808 – Stettino, 27 marzo 1883) è stato un entomologo tedesco.

## Biografia
Nacque a pochi chilometri dal paese di Marbach am Neckar, nel Württemberg, che diede i natali anche a Friedrich Schiller. La famiglia si spostò a Francoforte sull'Oder, dove Philipp frequentò il ginnasio, in cui però non si insegnavano le scienze naturali; al contrario, aiutato da Alois Metzner, poté studiarle privatamente soprattutto avvalendosi di testi di entomologia, che copiava e mandava a memoria, sviluppando una capacità che gli tornò utile, considerate le ristrettezze economiche in cui si trovava. In seguito Zeller frequentò l'Università di Berlino, e più tardi insegnò a Glogau a partire dal 1835, a Francoforte sull'Oder dal 1860, ed infine a Meseritz. Nel 1869 si trasferì a Stettino per dedicarsi alla locale Società Entomologica.

I suoi primi studi sugli insetti riguardarono i coleotteri e i ditteri, con particolare attenzione per le opere di Johann Wilhelm Meigen. In seguito, il preciso e minuzioso lavoro di Zeller ebbe come momento culminante la pubblicazione di un'opera monumentale per l'entomologia del XIX secolo: The Natural History of the Tineina, monografia in tredici volumi, iniziata nel 1855 e completata nel 1873, cui collaborarono anche gli inglesi Henry Tibbats Stainton e John William Douglas e lo svizzero Heinrich Frey. L'opera fu pubblicata in diverse edizioni in inglese, francese, tedesco e latino, grazie soprattutto al grande lavoro di traduzione svolto dall'entomologo irlandese Alexander Henry Haliday, e consacrò Zeller come uno dei più grandi esperti di lepidotteri della sua epoca.

Egli descrisse 186 nuovi generi di falene. Le sue collezioni furono acquistate da Thomas de Grey, VI barone Walsingham, ed in seguito donate al Museo di storia naturale di Londra.

## Pubblicazioni (elenco parziale)
- Zeller, P. C. - Kritische Bestimmung der in Reaumur's Memoiren vorkommenden Lepidopteren. Isis, 1838.
- Zeller, P. C. - Versuch einer naturgemässen Eintheilung der Schaben, Tinea. Oken's Isis, 1839.
- Zeller, P. C. - Kritische Bestimmung der in de Geer's Memoiren enthaltenen Schmetterlinge. Isis, 1839.
- Zeller, P. C. - Monographie des Genus Hyponomeuta. Isis, 1844.
- Zeller, P. C. - Anmerkungen zu Lienig's Lepidopterologischer Fauna von Livland und Curland. Isis, 1846.
- Zeller, P. C. - Die Arten der Blattminiergattung Lithocolletis beschrieben. Linnaea, 1846.
- Zeller, P. C. - Bemerkungen über die auf einer Reise nach Italien und Sicilien gesammelten Schmetterlingsarten. Isis, 1847.
- Zeller, P. C. - Exotische Phyciden. Isis, 1848.
- Zeller, P. C. - Beitrag zur Kenntnis der Coleophoren. Isis, 1849.
- Zeller, P. C. - Revision der Pterophoriden. Isis, 1852.
- Zeller, P. C. - Lepidoptera microptera quae J. A. Wahlberg in caffrorum terra legit. P. A. Norstedt & Söner Stoccolma, 1852.
- Zeller, P. C. - Die Arten der Gattung Butalis beschrieben. Linnaea, 1855.
- Zeller, P. C.; Stainton, H. T.; Frey, H. & Douglas, J. W. - The Natural History of the Tineina, 13 volumi, 2000 pp. (1855)
- Zeller, P. C. - Beiträge zur Kenntnis der nordamerikanischen Nachtfalter, 3 parti. Verh. zool. bot. Gesellsch. Wien, 1872–73.
- Zeller, P. C. - Beiträge zur Lepidopterenfauna der Ober-Albula in Graubünden. Verh. zool. bot. Gesellsch. Wien, 1877,
- Zeller, P. C. - Exotische Lepidopteren. Horae soc. ent. Rossica, 1877.